# Turniej o Srebrny Kask 2013
Turniej o Srebrny Kask 2013 – zawody żużlowe, organizowane przez Polski Związek Motorowy dla zawodników do 21. roku życia. W sezonie 2013 rozegrano dwa turnieje półfinałowe oraz finał, w którym zwyciężył Piotr Pawlicki z Unii Leszno.

## Finał
- Rawicz, 3 sierpnia 2013
- Sędzia: Artur Kuśmierz

| Msc. | Zawodnik                  | Klub         | Pkt |             |  |
| ---- | ------------------------- | ------------ | --- | ----------- |  |
| 1    | Piotr Pawlicki            | Leszno       | 15  | (3,3,3,3,3) |  |
| 2    | Patryk Dudek              | Zielona Góra | 14  | (3,3,2,3,3) |  |
| 3    | Bartosz Zmarzlik          | Gorzów Wlkp. | 12  | (2,2,3,2,3) |  |
| 4    | Patryk Dolny              | Wrocław      | 11  | (2,3,2,2,2) |  |
| 5    | Kacper Gomólski           | Tarnów       | 11  | (2,2,3,2,2) |  |
| 6    | Adrian Cyfer              | Gorzów Wlkp. | 10  | (3,2,3,1,1) |  |
| 7    | Szymon Woźniak            | Bydgoszcz    | 9   | (3,1,1,3,1) |  |
| 8    | Alex Zgardziński          | Zielona Góra | 6   | (1,3,2,w,–) |  |
| 9    | Adam Strzelec             | Zielona Góra | 5   | (d,2,u,3,d) |  |
| 10   | Marcel Szymko             | Gdańsk       | 5   | (1,0,1,2,1) |  |
| 11   | Hubert Łęgowik            | Częstochowa  | 5   | (1,w,1,1,2) |  |
| 12   | Oskar Fajfer              | Gniezno      | 4   | (1,1,2,d,–) |  |
| 13   | Mikołaj Curyło            | Bydgoszcz    | 2   | (2,w,t,–,–) |  |
| 14   | Kamil Pulczyński          | Toruń        | 1   | (0,w,1,0,–) |  |
| 15   | Artur Czaja               | Częstochowa  | 1   | (0,1,d,w,–) |  |
| 16   | Mateusz Łukaszewski       | Lublin       | 0   | (0,0,d,–,–) |  |
|      | rez. Sebastian Niedźwiedź | Rawicz       | 0   | (d,w,w)     |  |

Bieg po biegu:
1. Woźniak, Curyło, Fajfer Czaja
2. Cyfer, Zmarzlik, Łęgowik, Łukaszewski
3. Pawlicki, Gomólski, Szymko, Pulczyński
4. Dudek, Dolny, Zgardziński, Strzelec (d)
5. Zgardziński, Cyfer, Woźniak, Szymko
6. Dolny, Gomólski, Fajfer, Łukaszewski
7. Pawlicki, Strzelec, Czaja, Łęgowik (w)
8. Dudek, Zmarzlik, Curyło (w), Pulczyński (w)
9. Pawlicki, Dudek, Woźniak, Łukaszewski (d)
10. Cyfer, Fajfer, Pulczyński, Strzelec (u)
11. Zmarzlik, Dolny, Szymko, Czaja (d)
12. Gomólski, Zgardziński, Łęgowik, Niedźwiedź (d) (Curyło - t)
13. Woźniak, Dolny, Łęgowik, Pulczyński
14. Pawlicki, Zmarzlik, Fajfer (d), Zgardziński (w)
15. Dudek, Gomólski, Cyfer, Niedźwiedź (w) (Czaja - w/2min)
16. Strzelec, Szymko, Niedźwiedź (w/2min)
17. Zmarzlik, Gomólski, Woźniak, Strzelec (d)
18. Dudek, Łęgowik, Szymko
19. Bieg się nie odbył, ponieważ wszyscy jego uczestnicy wycofali się z zawodów
20. Pawlicki, Dolny, Cyfer